# ヤマキチョウ
ヤマキチョウ（山黄蝶 Gonepteryx rhamni）は、シロチョウ科に分類されるチョウのひとつ。

## 概要
近縁種スジボソヤマキチョウに似るが、それよりやや大きく翅の縁がピンク色になる。前翅の先端がかぎ状にとがるが、スジボソヤマキより突出が弱い。
内陸性だが森林にはあまりおらず、乾燥した高原地帯で見られる。スジボソヤマキよりは明るい場所を好む傾向がある。
幼虫の食草はクロツバラのみ。年一化で、初夏から夏に発生した個体はそのまま越冬するが、成虫がとくによく見られるのは7月・8月。
なお、蝶を表す英単語「butter fly」は本種を見た昆虫学者が「バターのような羽」とたとえて名付けた。

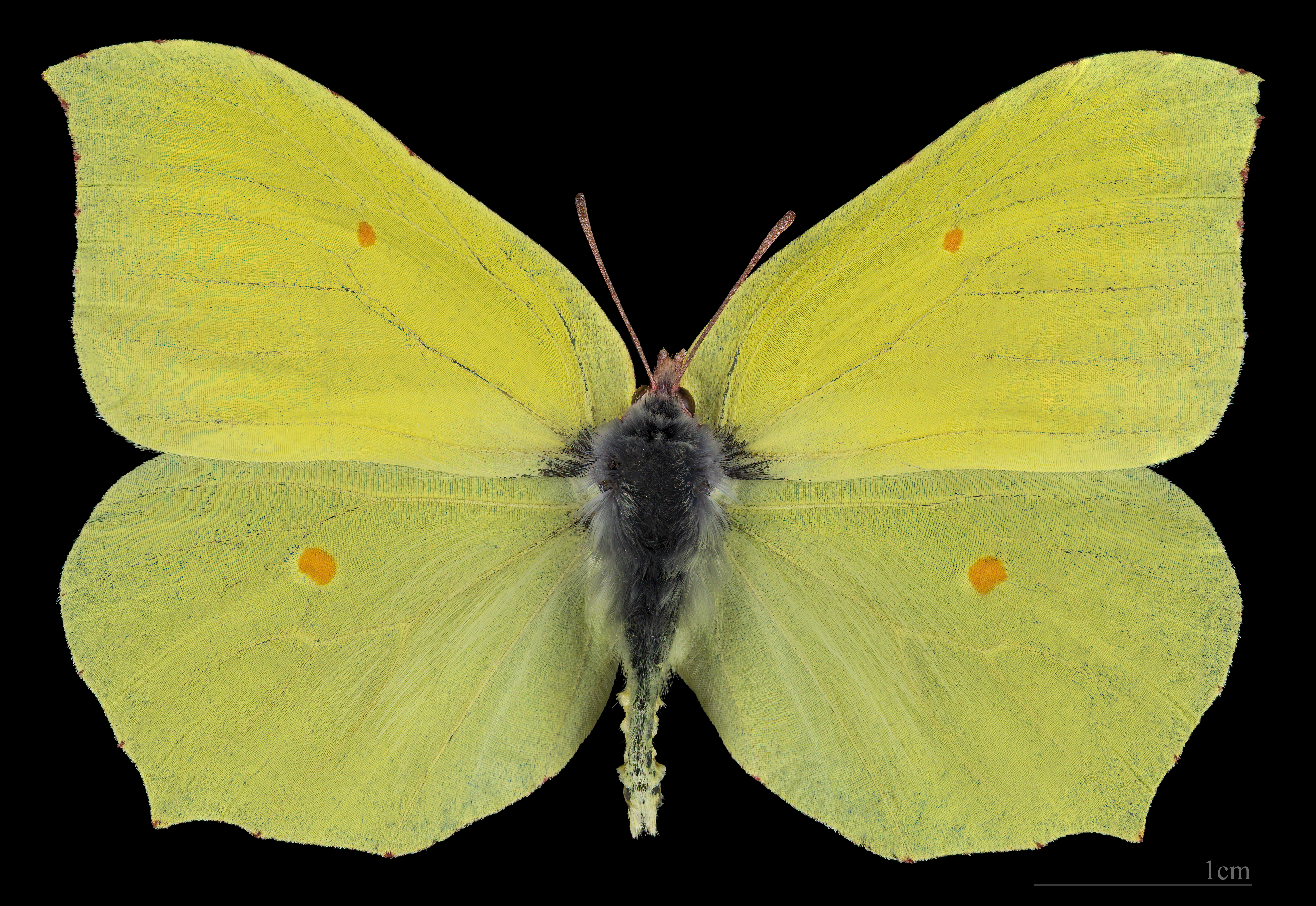
Gonepteryx rhamni ♂
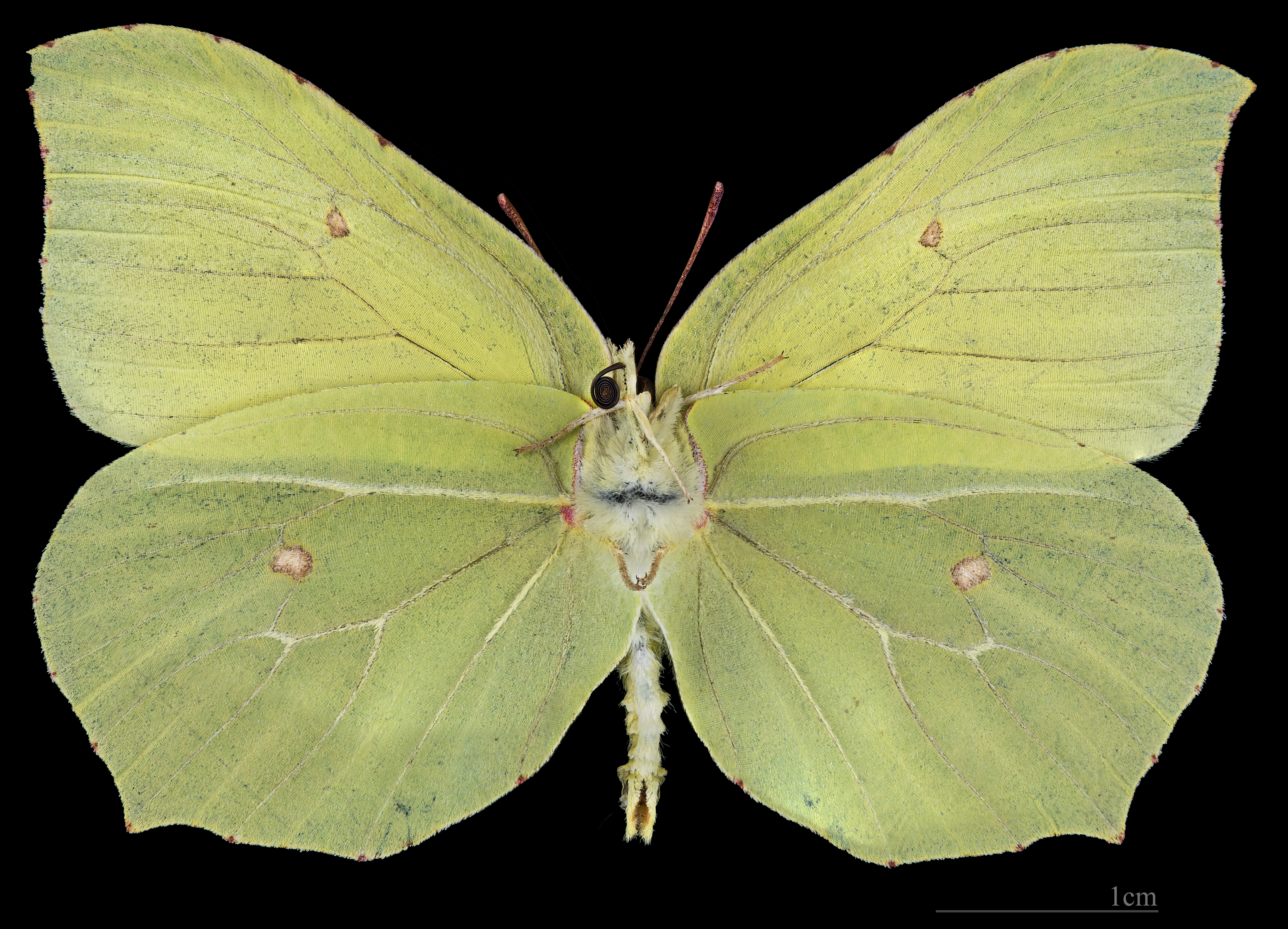
Gonepteryx rhamni ♂  △
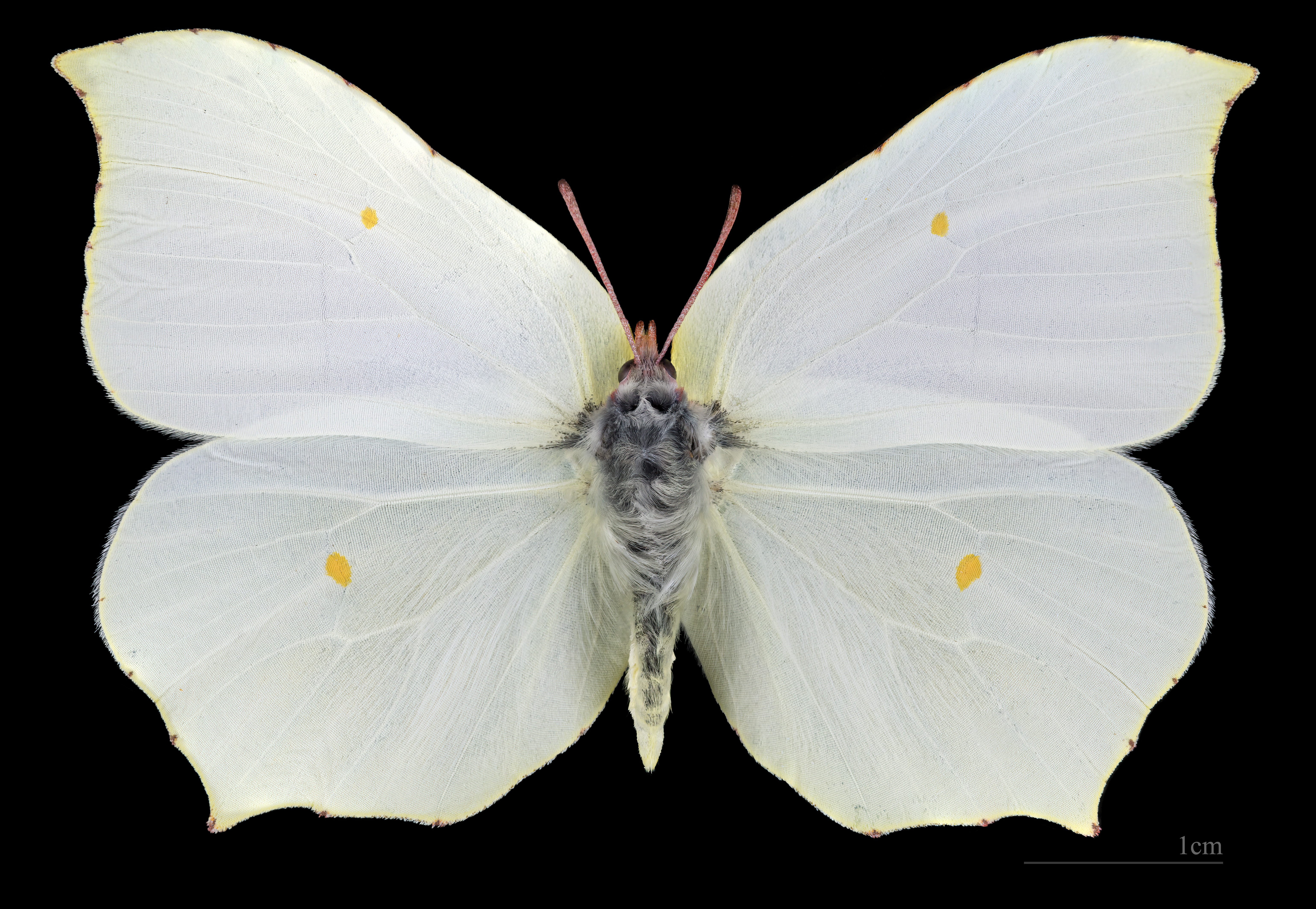
Gonepteryx rhamni ♀
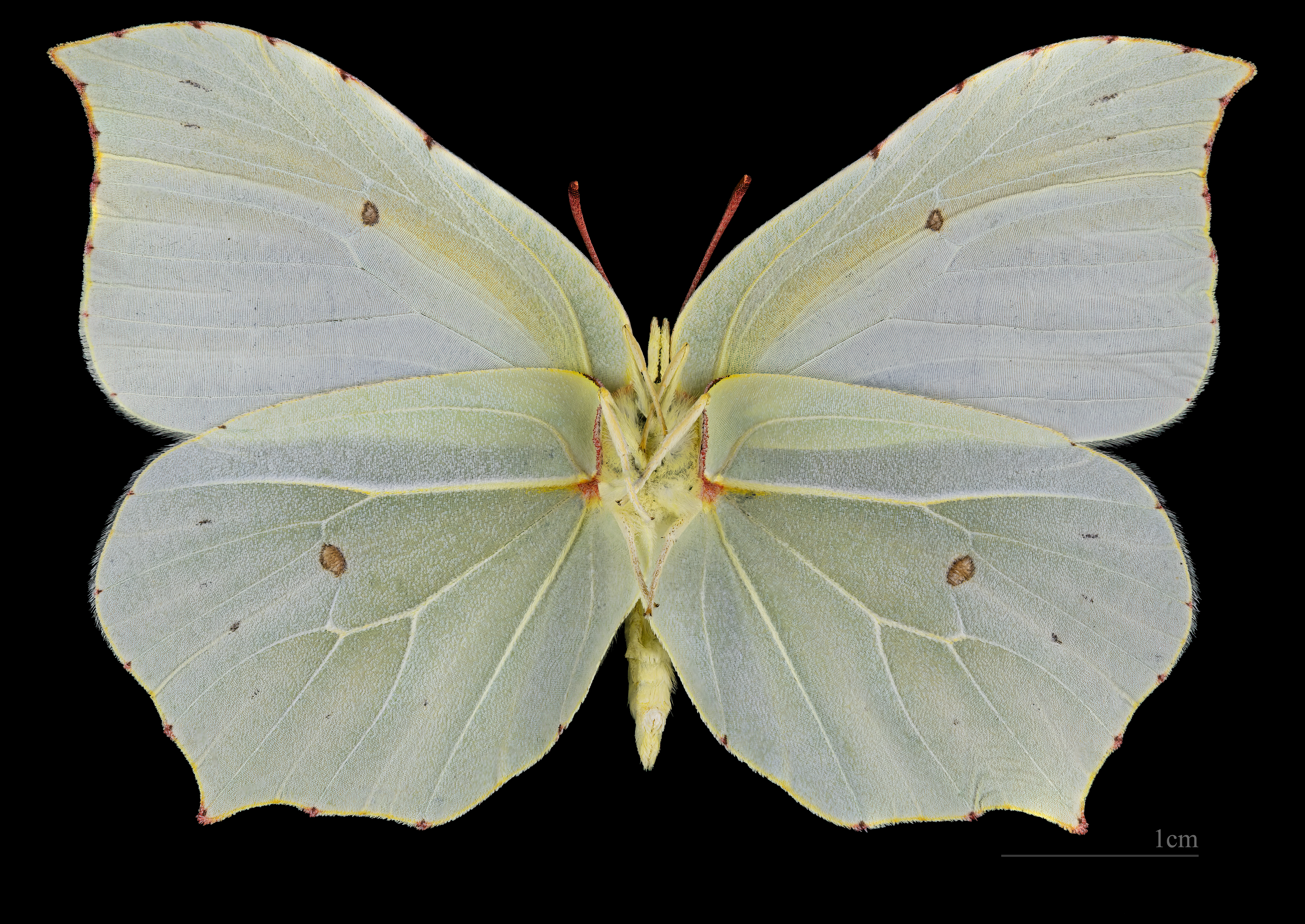
Gonepteryx rhamni ♀ △

## 分布
岩手県・青森県・長野県・山梨県の一部。東北地方での生息範囲はこれより広かったが、現在は絶滅したとされる。
国外ではユーラシア大陸に分布。
2020年3月23日に青森県で絶滅の恐れがある野生生物を分類したレッドデータブックを10年ぶりに改訂。「最重要希少野生生物（Aランク）」だったカトリヤンマとヤマキチョウが新たに絶滅扱いになった。

## 保全状況評価
- Gonepteryx rhamni maxima （Butler）

絶滅危惧IB類 (EN)（環境省レッドリスト）
2007年の環境省レッドリストでは絶滅危惧II類であったが、2012年には絶滅危惧IB類に指定された。